# Шелехов, Михаил Михайлович
Михаил Михайлович Шелехов (род. 1 ноября 1954, д. Плотница, Брестская область) — советский и белорусский поэт, прозаик, журналист, драматург, эссеист, лауреат «Русской премии» (2012), лауреат премий имени М. Горького (1988), премии писателей России «Традиция» (2000), золотая медаль Союза кинематографистов СССР и Министерства культуры СССР им. А. Довженко (1990). Заслуженный журналист Республики Беларусь.

## Биография
Родился 1 ноября 1954 года в деревне Плотница Брестской области. В 1976 году завершил обучение на факультете журналистики Белорусского государственного университета. В 1984 году окончил высшие курсы сценаристов и режиссёров при Госкино СССР. В 2001 году прошёл обучение на высших литературных курсах при Литературном институте имени А. М. Горького.
С 1976 по 1980 годы трудился литературным сотрудником в редакции журнала «Рабочая смена», с 1980 по 1982 годы работал редактором на киностудии «Беларусьфильм». С 1987 по 1988 годы работал на студии «Телефильм», с 1988 по 1995 годы работал главным редактором киностудии «Кадр», с 1995 по 1996 годы трудился в должности главного редактора киностудии «Беларусьфильм». Также работал в журнале «Сельская новь» очеркистом, позже был назначен на должность заместителя главного редактора в академическом журнале «Беларуская думка».
Активно занимался литературным творчеством. Пишет на русском, украинском и белорусском языках. Является автором нескольких книг лирики и баллад, им были подготовлены сценарии пяти художественных фильмов, десяти мультипликационных, а также многочисленные пьесы и проза. Его работы публиковались в журналах: «Новый мир», «Наш современник», «Юность», «Дружба народов», в «Роман-газете», во многих альманахах, в антологии «Русская поэзия XX века». С 1978 года состоит в творческом Союзе журналистов и Союзе кинематографистов.
За 2012 год за сборник «Колодец потопа. Ориентальные новеллы» Михаил Шелехов в номинации «Малая проза» был удостоен международной «Русской премии».
Заслуженный журналист Республики Беларусь. На протяжении пяти лет входил в состав жюри теле- и документальных фильмов христианского кинофестиваля «Золотой Витязь».
Проживает в Минске, в Беларуси.

## Фильмография
Художественные фильмы:
- 1989 — «Круглянский мост»,
- 1990 — «Шоколадный бунт»,
- 1991 — «Люк | Lyuk»
- 1994 — «Огненный стрелок»
- 2012 — «Блиндаж».

Мультипликационные фильмы:
- 1982 — «Про Егора, про ворону»,
- 1984 — «Ночь»,
- 1987 — «Богатырская каша»,
- 1987 — «Дерево родины»,
- 1989 — «Большой Ух».

## Награды и премии
- 1988 — Лауреат I литературной премии им. А. Горького,
- 2000 — лауреат премии писателей России «Традиция»,
- 2002 — лауреат премии Союза журналистов Беларуси,
- 2002 — лауреат трех премий Министерства культуры Беларуси за детские пьесы,
- 2003 — лауреат специальной премии Президента Беларуси за публицистику,
- 2003 — лауреат трёх премий Министерства культуры Беларуси за военные пьесы,
- 2007 — лауреат премии конкурса детской литературы РФ «Заветная мечта»,
- 2008 — золотая медаль и премия Союза писателей России «Имперская культура»,
- 2009 — золотая медаль международного конкурса-фестиваля «Русский STIL-2009» (Германия),
- лауреат Волошинской премии 2010, 2011, 2012,
- 2010 — финалист международного фестиваля поэтов «Pushkin-in-Britain-2010» (Великобритания),
- 1990 — золотая медаль Союза кинематографистов СССР и Министерства культуры СССР им. А. Довженко,
- 2012 — лауреат «Русской премии».